# 2-Propanthiol
2-Propanthiol ist eine chemische Verbindung aus der Gruppe der Thiole und isomer zu 1-Propanthiol.

## Eigenschaften
2-Propanthiol ist eine feuchtigkeitsempfindliche, leicht flüchtige, farblose Flüssigkeit mit unangenehmem Geruch, die schwer löslich in Wasser ist.

## Sicherheitshinweise
Die Dämpfe von 2-Propanthiol bilden mit Luft ein explosionsfähiges Gemisch (Flammpunkt −34 °C).